# Osbakk
Osbakk est une localité du comté de Nordland, en Norvège.

## Géographie
Administrativement, Osbakk fait partie de la kommune de Beiarn.